# قانون هالدین
قانون هالدین، مشاهداتی در مورد مرحلهٔ اولیهٔ گونه زایی است که در سال ۱۹۲۲ توسط J.B.S Haldane، زیست‌شناس تکاملی بریتانیایی مطرح شد. او اظهار داشت که اگر در یک گونهٔ دورگه فقط یک جنس از ادامهٔ زندگی و بقا ناتوان بوده یا عقیم باشد، آن جنس به احتمال زیاد جنس هتروگامتیک است. جنس هتروگامتیک دارای دو کروموزوم جنسی مختلف است. به‌طور مثال، در پستانداران این جنس هتروگامتیک مرد میباشد.
هالدین این قانون را بدین صورت شرح داد: هنگامی که یک جنس در اولین نسل فرزندان حاصل از دو نژاد مختلف از حیوانات مختلف وجود ندارد، یا نادر یا عقیم است، آن جنس، جنس هتروزیگوت است. قانون هالدین به تعداد زیادی از ارگانیسم‌های هتروگامتیک گفته می‌شود که شامل مواردی است که در آن دو گونه دومین تماس را در ناحیه ای که باهم همپوشانی دارند(sympatry) ایجاد می‌کنند که بعد از شکل‌گیری آلوپاتریک رخ می‌دهد. این قانون شامل هر دو نوع هتروگامتیک نر و ماده می‌باشد که هتروگامتیک نر XY یا XO در پستانداران و دروزوفیلا و مگس میوه یافت می‌شود و هتروگامتیک ماده (ZW) که در پرندگان و پروانه‌ها و بعضی از گیاهان دوپایه یافت می‌شود.